# ایمیکو اوهنوکی
ایمیکو اوهنوکی (ژاپنی: 大貫恵美子؛ زادهٔ ۱۹۳۴ (۹۰–۹۱ سال)) انسان‌شناس اهل ایالات متحده آمریکا است.
وی همچنین برندهٔ جوایزی همچون برنامه فولبرایت و کمک‌هزینه گوگنهایم شده‌است.